# Alichino

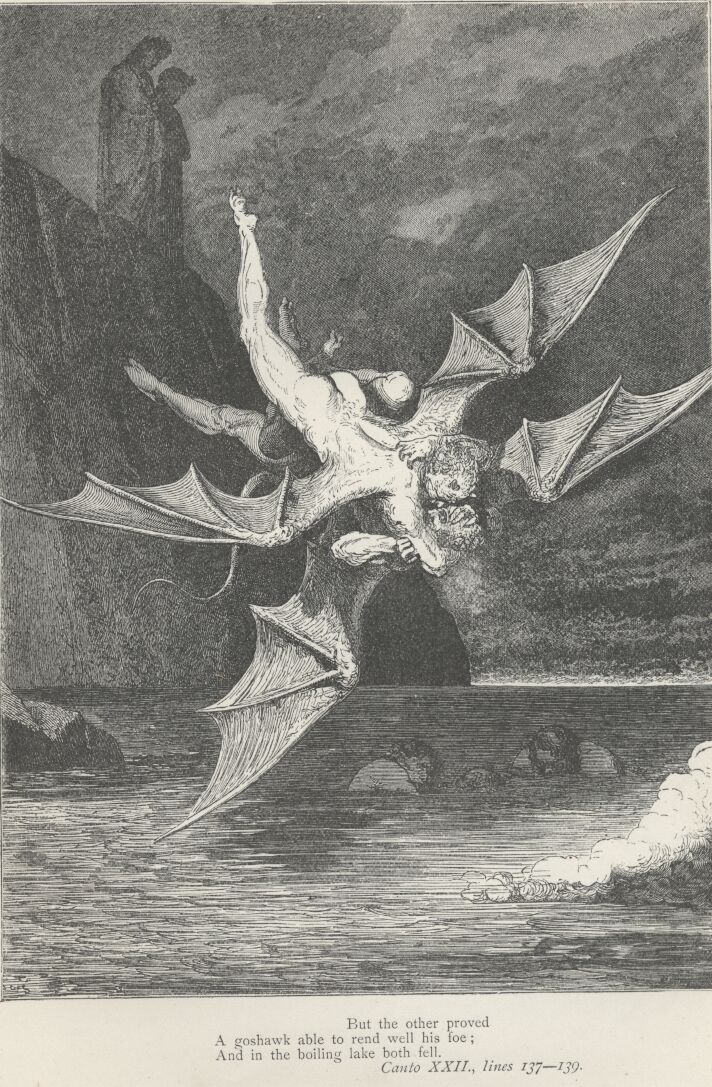
Zuffa tra Alichino e Calcabrina, illustrazione di Gustave Doré

Alichino è uno spirito, folletto o demone presente nel folklore europeo ed italiano, correlato ad altre figure mitico/folkloriche quali Arlecchino e Hellequin.

## In Dante
Dante Alighieri ne riprese il nome per un diavolo che inserì tra i Malebranche, la diabolica truppa di demoni protagonista di un curioso episodio dell'Inferno (Canti XXI, XXII e XXIII). Essi creano con le loro grottesche figure una parentesi dallo stile tipicamente comico che è molto rara nell'opera dantesca e rappresenta una preziosissima testimonianza di come il grande poeta sapesse adattare con duttilità la sua poesia ai più svariati generi.
La genesi del nome Alichino è una delle più interessanti del gruppo dei demoni. Gli studiosi pensano che Dante si sia ispirato nella scelta al demone Hellequin, presente in molte leggende e rappresentazioni popolari come demonio. Esso era già popolare con nomi simili (Annequin, Hennequin, Hannequin) in Francia e Provenza e probabilmente nell'Italia del centro-nord, quando Dante avrebbe riciclato questo nome, italianizzandolo del tutto, per un suo diavolo. La figura di Hellequin viene testimoniata in Italia dal punto di vista letterario per la prima volta proprio attraverso Dante ed in seguito a vari passaggi diventerà a Venezia il celeberrimo Arlecchino.
Quanto alla radice del nome, esso è invece di origine germanica: Hölle König (re dell'inferno), traslato in Helleking, poi in Hellequin, Harlequin, eccetera.

### L'episodio dantesco
La figura di Alichino in Dante è spiccatamente comica. Egli viene chiamato per primo dal capo dei diavoli Malacoda per far parte della scorta - non richiesta - che viene assegnata ai due poeti pellegrini nel passaggio della bolgia dei barattieri (puniti tramite immersione nella pece bollente) alla ricerca di un nuovo ponte da attraversare, dopo aver scoperto che quello più diretto era crollato, che, si scoprirà solo alla fine del XXIII Canto, in verità non esiste.
Alichino è il diavolo che quando viene pescato un dannato, Ciampolo di Navarra, e dopo che questi ha proposto di non venire squartato in cambio di un suffolare suo speciale (il segno tra dannati che indica che i diavoli sono lontani e che li fa uscire tutti a galla), fa da garante alla proposta del dannato, accettandola e convincendo anche gli altri a farlo, perché se egli fuggisse le sue ali sarebbero più veloci di un cavallo al galoppo nel volare a riacciuffarlo.
Di fatto però la paura del Navarrese, quando mette in pratica quello che era solo un sospetto, cioè si rituffa imbrogliando i diavoli, è più veloce delle ali di chi lo insegue (l'ali al sospetto non potero avanzar, vv. 127-128). Alichino non può far altro che riprendere quota, come fa il falcone crucciato quando l'anatra che vuole ghermire si tuffa all'ultimo momento nell'acqua sfuggendogli. Calcabrina allora, desideroso di azzuffarsi più che di squartare il dannato, si getta sul compagno sfoderando gli artigli e venendo a sua volta graffiato. Nella zuffa entrambi però finiscono per rotolare nella pece bollente e solo il caldo fu "sghermitor", cioè ghermisce i diavoli che a loro volta volevano ghermire il dannato (Infatti nella mitologia nordica, Hellequin è il capo della Schiera Furiosa che ghermisce i dannati all'Inferno). Mentre gli altri diavoli cercano di ripescare i due coi loro uncini (i quali, particolare comico, sono già cotti dentro da la crosta, come gli arrosti) si chiude il canto XXII.

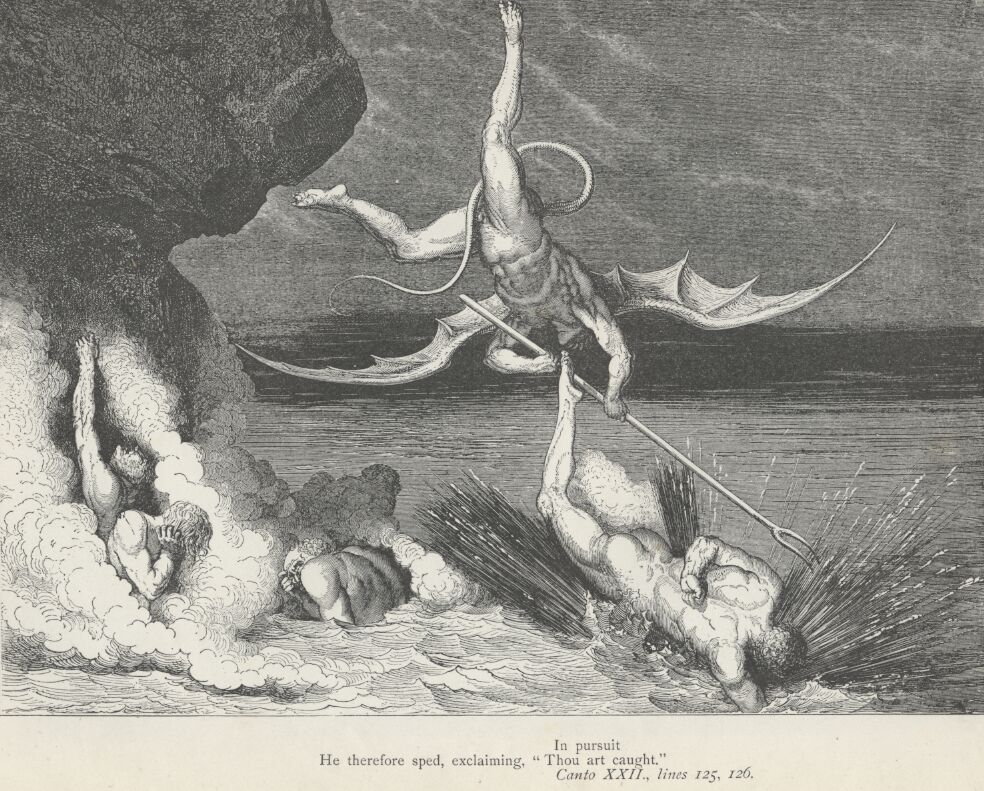
Il volo di Alichino, illustrazione di Gustave Doré